# 1964-es argentin labdarúgó-bajnokság (első osztály)
Az 1964-es Primera División volt a 73. alkalommal megrendezett, legmagasabb szintű labdarúgó-bajnokság Argentínában.
A címvédő az Independiente volt. A tornát a Boca Juniors csapata nyerte meg, a bajnokság történetében tizenötödjére.
A bajnokság 1964. április 26-án kezdődött és november 29-én ért véget.

## Tabella
| Hely. | Csapat                  | M  | Gy | D  | V  | G+ | G– | Gk  | P  | Továbbjutás vagy kiesés                         |
| ----- | ----------------------- | -- | -- | -- | -- | -- | -- | --- | -- | ----------------------------------------------- |
| 1.    | Boca Juniors (B)        | 30 | 17 | 10 | 3  | 35 | 15 | +20 | 44 | Bajnokcsapat; kvalifikált a Copa Libertadoresbe |
| 2.    | Independiente           | 30 | 15 | 8  | 7  | 44 | 26 | +18 | 38 |                                                 |
| 3.    | River Plate             | 30 | 13 | 11 | 6  | 42 | 30 | +12 | 37 |                                                 |
| 4.    | San Lorenzo             | 30 | 12 | 12 | 6  | 46 | 31 | +15 | 36 |                                                 |
| 5.    | Atlanta                 | 30 | 12 | 11 | 7  | 46 | 42 | +4  | 35 |                                                 |
| 6.    | Racing Club             | 30 | 12 | 8  | 10 | 45 | 37 | +8  | 32 |                                                 |
| 7.    | Banfield                | 30 | 11 | 10 | 9  | 34 | 32 | +2  | 32 |                                                 |
| 8.    | Vélez Sarsfield         | 30 | 12 | 7  | 11 | 43 | 36 | +7  | 31 |                                                 |
| 9.    | Huracán                 | 30 | 10 | 9  | 11 | 38 | 36 | +2  | 29 |                                                 |
| 10.   | Ferro Carril Oeste (F)  | 30 | 9  | 11 | 10 | 33 | 33 | 0   | 29 |                                                 |
| 11.   | Rosario Central         | 30 | 7  | 14 | 9  | 37 | 38 | −1  | 28 |                                                 |
| 12.   | Chacarita Juniors       | 30 | 9  | 9  | 12 | 32 | 48 | −16 | 27 |                                                 |
| 13.   | Gimnasia y Esgrima (LP) | 30 | 6  | 13 | 11 | 27 | 36 | −9  | 25 |                                                 |
| 14.   | Estudiantes (LP)        | 30 | 6  | 12 | 12 | 36 | 47 | −11 | 24 |                                                 |
| 15.   | Argentinos Juniors      | 30 | 4  | 9  | 17 | 26 | 45 | −19 | 17 |                                                 |
| 16.   | Newell’s Old Boys (F)   | 30 | 1  | 14 | 15 | 19 | 51 | −32 | 16 |                                                 |